# Communauté de communes du Roquentin
La communauté de communes du Roquentin est une ancienne communauté de communes française, située dans le département de Lot-et-Garonne et la région Aquitaine.

## Composition
| - Laroque-Timbaut - La Croix-Blanche - Sauvagnas - Monbalen | - Castella - Saint-Robert - Cassignas |  |

## Historique
Elle a été dissoute en 2009 au profit de la Communauté du Grand Villeneuvois et de la Communauté d'agglomération d'Agen